# Wskaźnik panelowy
Wskaźnik panelowy, wskaźnik tablicowy, potoczna nazwa miernik – modułowe urządzenie montowane na maszynach lub liniach produkcyjnych, na którego przedniej ścianie obrazowane są operatorowi wartości parametrów kontrolowanych procesów.
Za pomocą wskaźników można określać wartości:
- wielkości fizycznych, takich jak np. temperatura, ciśnienie, przepływ i inne;
- podstawowych wielkości elektrycznych, jak natężenie, napięcie, rezystancja oraz wielkości wyliczanych na ich podstawie, jak np. moc, energia prądu elektrycznego, współczynnik mocy itp.

Sygnałami wejściowymi dla wskaźników są sygnały elektryczne. Dlatego w przypadku, gdy kontrolowane mają być wielkości fizyczne, konieczne jest ich wcześniejsze przetworzenie na sygnały elektryczne (napięciowe lub prądowe). W tym celu stosuje się odpowiednie przetworniki.
Ze względu na sposób przedstawiania informacji wyróżnia się następujące typy wskaźników panelowych:
- wskaźnik analogowy – przednia ściana jest wyposażona w tablicę z najczęściej pojedynczą wskazówką, pokazującą wartość najczęściej jednej wielkości, fizycznej lub elektrycznej (ciśnienie, temperatura, napięcie, natężenie itp.).

Wskazówka wychyla się pod wpływem oddziaływania na nią ustroju magnetoelektrycznego lub elektromagnetycznego, przetwarzającego doprowadzane do wskaźnika sygnały, odpowiednio stałoprądowe lub zmiennoprądowe.
Coraz powszechniejsze zastosowanie komputerowych systemów pomiarowych powoduje wypieranie z zakładów przemysłowych analogowych wskaźników tablicowych.
Natomiast w branży elektrycznej wskaźniki wielkości elektrycznych są nadal powszechnie stosowane, z tym że często są one wyposażane w rejestratory;
- wskaźnik cyfrowy – na przedniej ścianie znajduje się wyświetlacz cyfrowy, na którym wyświetlana jest wartość jednego lub kilku parametrów elektrycznych lub fizycznych.

Wskaźniki cyfrowe mogą być przystosowane do wyświetlania wartości określonego parametru lub mogą być wyposażone w wejścia uniwersalne, do których doprowadzany jest sygnał elektryczny o zakresie 0/4…20 mA d.c., na który wcześniej przetwarza się wielkości fizyczne.
- wskaźnik cyfrowy z bargrafem – elementami przedniej tarczy są: wyświetlacz cyfrowy i diodowa linijka pomiarowa, dodatkowo sygnalizująca poziom kontrolowanej wartości.

Urządzenia tej grupy stosuje się często w układach automatyki procesów zachodzących z udziałem cieczy – do wizualizacji jej poziomu, ciśnienia (branża wod.-kan.), a także do monitoringu temperatury.